# Marie Angélique de Scoraille de Roussille

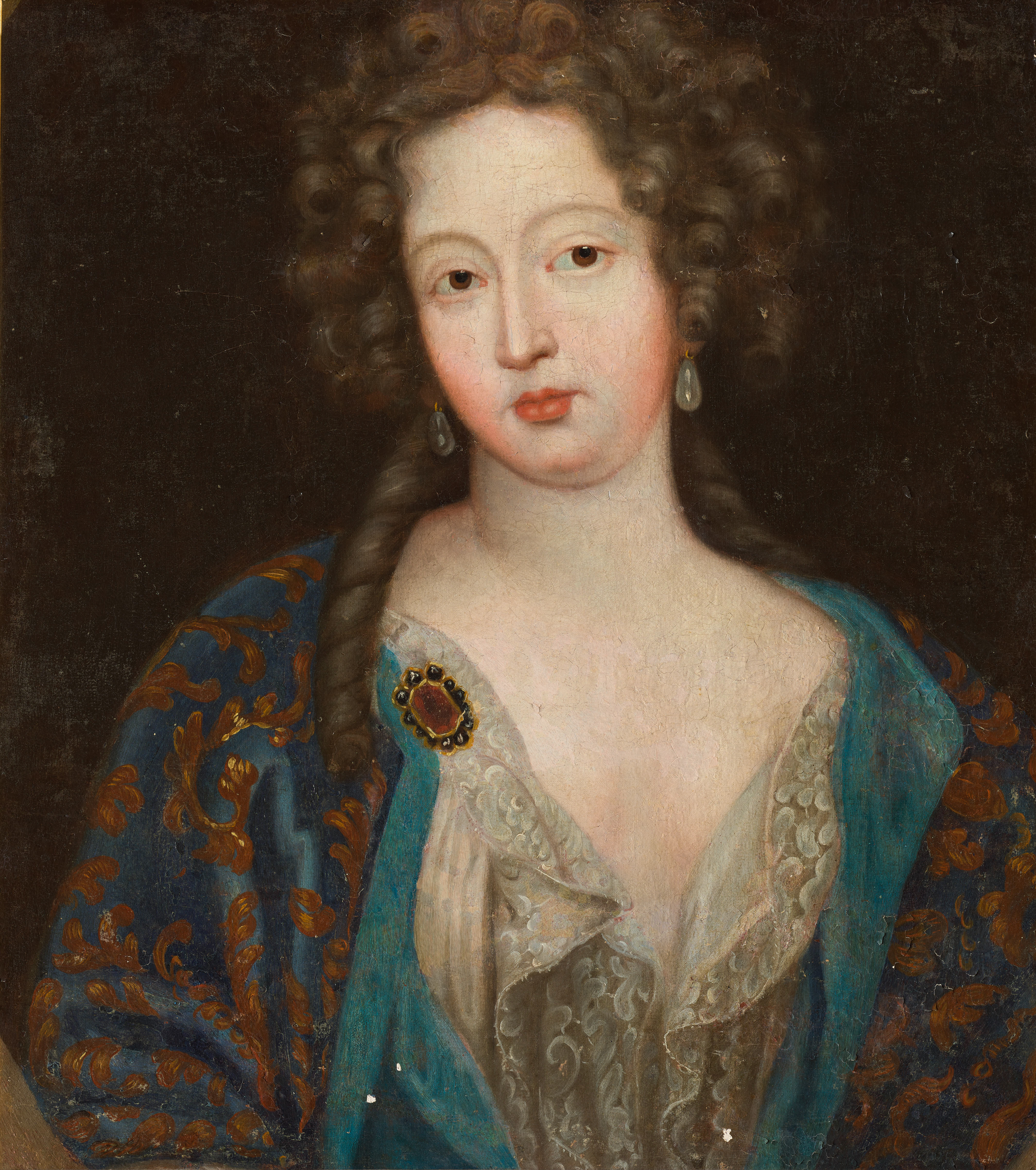
Marie Angélique de Scorailles.

Marie Angélique de Scorailles, duchesse de Fontanges (* 1661 auf Schloss Cropières, Gemeinde Raulhac, Département Cantal; † 28. Juni 1681 in Port Royal des Champs), war eine Mätresse des französischen Königs Ludwig XIV.

## Leben
Ihr Vater Jean-Rigal de Scoraille war Leutnant des Königs in der Auvergne; ihre Mutter war Aimée Eléonore de Plas.
Wegen ihrer außergewöhnlichen, rothaarigen Schönheit schlug ein Cousin des Vaters vor, die junge Frau nach Paris zu begleiten, um sie am Hof von Versailles einzuführen. Ihre Eltern waren einverstanden, hatten sie doch noch weitere vier Töchter und drei Söhne großzuziehen. Kurze Zeit später wurde sie als Ehrendame der Liselotte von der Pfalz – der Herzogin von Orléans und Schwägerin Ludwigs XIV. – am Hofe eingeführt.

„Die Fontange war ein dumm Thiergen (= Tierchen), aber sie hatte gar ein gut Gemüth, und war schön wie ein Engel. Wie der König von ihr verliebt war, musste ich allezeit bei ihm seyn, denn sie hatte mich gar lieb.“

Nach dem Zeugnis verschiedener Personen war Angélique de Scoraille zwar ungebildet, provinziell und naiv, vielleicht sogar dumm – laut Athénais de Montespan besaß sie „weder Geist noch Erziehung“ –, doch "übertraf" ihre Schönheit, ihr Wuchs, ihre Haltung „bei weitem Alles, was man bis dahin in Versailles gesehen hatte“. Ihre strahlende Erscheinung zog wie erhofft die Aufmerksamkeit des Königs auf sich, und sie wurde sehr bald, 1678, seine Mätresse und verdrängte somit Madame de Montespan.
Diese Verbindung wurde bis zum Frühling 1679 geheim gehalten, als sie offiziell als maitresse royale en titre anerkannt wurde. In dieser Zeit enthüllte sie ihren hochmütigen und verschwenderischen Charakter (sie soll das Geld buchstäblich zum Fenster hinausgeworfen haben). Gegen Ende des Jahres 1679 wurde sie vorzeitig von einem totgeborenen Sohn entbunden und erholte sich nur schlecht von ihren Leiden. Wegen ihres Mangels an Geist und Bildung konnte sie Ludwig XIV. nicht längerfristig halten und er entfernte sich daher immer mehr von ihr. Ihre Ernennung zur Herzogin von Fontanges 1680 markiert bereits das Ende ihrer Gunst, welche so überragend wie kurz war. Angélique de Fontanges zog sich in die Abtei Port-Royal zurück. Verlassen und noch immer nicht von ihrer Krankheit erholt, starb sie im Juni 1681, kaum 20 Jahre alt.
Ihr plötzlicher Tod nährte das Gerücht einer Vergiftung unter dem Eindruck der berühmten Giftmordaffäre um Catherine Monvoisin. Mehrere Komplizen der Voisin, ihre eigene Tochter, der Kammerdiener Romani, dessen Gevatter Bertrand und die Giftmischerin Filastre, sagten aus, dass eine Vergiftung der Fontanges durch Stoffe und Handschuhe geplant war; und Romani habe versucht, als Stoffhändler getarnt in das Haus der Fontanges zu gelangen. Madame de Montespan wurde (u. a. von der Fontanges selber, von Liselotte von der Pfalz, und von Bussy-Rabutin) verdächtigt, an ihrem Tod schuld zu sein, doch heutige Mediziner, welche den Autopsiebericht genauer unter die Lupe genommen haben, meinen, dass Mademoiselle de Fontanges eines natürlichen Todes an einer Brustfellentzündung starb.
Die Herzogin von Fontanges ist die Namensgeberin einer Frisur und Kopfbedeckung, der Fontange.